# Plecia pruinosa
Plecia pruinosa är en tvåvingeart som beskrevs av Hardy 1940. Plecia pruinosa ingår i släktet Plecia och familjen hårmyggor. Inga underarter finns listade i Catalogue of Life.